# نيكولاس تومان
نيكولاس تومان (بالفرنسية: Nicolas Thomann)‏ مواليد 29 نوفمبر 1972 في ميلوز، هو لاعب كرة مضرب فرنسي سابق بدأ مسيرته كمحترف سنة 1996 وكان يلعب باليد اليمنى. أعلى تصنيف له في الفردي كان المركز الـ 106 في سنة 2003. أعلى تصنيف له في الزوجي كان المركز الـ 398 في سنة 2005.

## النهائيات

### الفردي: (2)
| الرقم | السنة | الدورة               | الأرضية | المنافس في النهائي | النتيجة في النهائي |
| ----- | ----- | -------------------- | ------- | ------------------ | ------------------ |
| 1.    | 2000  | جنيف، سويسرا         | ترابية  | اليكس كالاترافا    | 6–4, 6–7(2), 6–1   |
| 2.    | 2002  | أوبرستاوفين، ألمانيا | ترابية  | توماس زيب          | 7–6(6), 6–4        |

### الزوجي: (1)
| الرقم | السنة | الدورة         | الأرضية | الشريك         | المنافس في النهائي            | النتيجة في النهائي |
| ----- | ----- | -------------- | ------- | -------------- | ----------------------------- | ------------------ |
| 1.    | 2005  | آندرزيو، فرنسا | صلبة    | أليسكاندر وسكي | روبرت ليندستيدت جان كلود شيرر | 7–6(2), 7–6(4)     |